# Polystigma caulicola
Polystigma caulicola är en svampart som beskrevs av E. Müll. & Poelt 1985. Polystigma caulicola ingår i släktet Polystigma och familjen Phyllachoraceae.   Inga underarter finns listade i Catalogue of Life.